# Jindřich Spáčil
Jindřich Spáčil (24. května 1899, Kvasice – 20. listopadu 1978, Kroměříž) byl moravský učitel, spisovatel a amatérský archeolog.

## Život

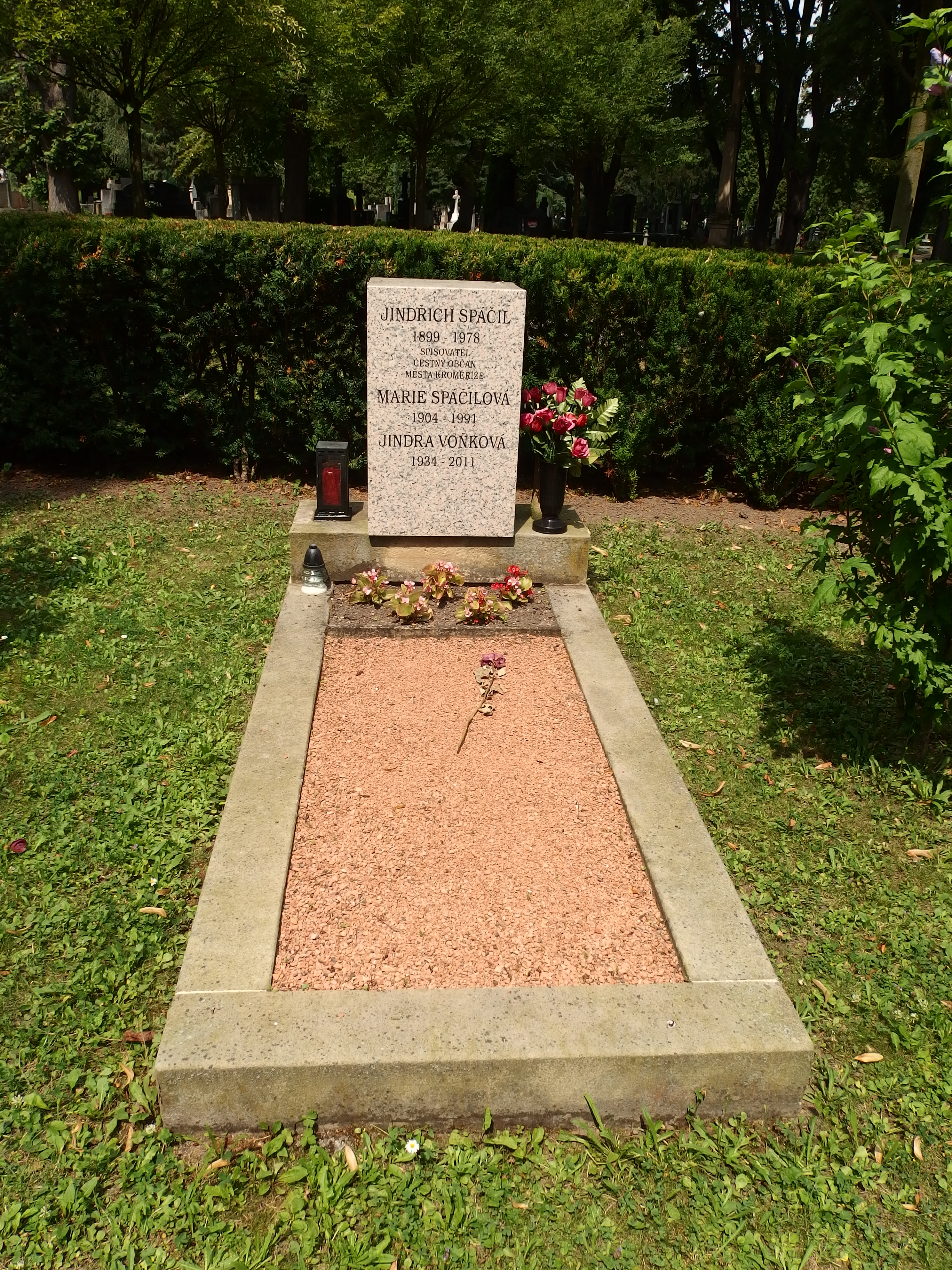
Čestný hrob na kroměřížském hřbitově

Otec Tomáš Spáčil (1861–1927) byl hajným, komorníkem kvasického knížete Thuna, později správcem zámku v Kvasicích, matka byla Vincencie roz. Zelinková (1869). Měl dva starší sourozence: Karla Františka (1895) a Vilhelmínu Antonii Řezníčkovou (1897). 
V roce 1913 po ukončení měšťanské školy v Tlumačově začal studovat na učitelském ústavu v Praze, protože jeho vysněným cílem bylo stát se učitelem. Snad proto, že ho životem provázela řada výborných pedagogů, kteří v něm probudili zájem o historii a mateřštinu. Koncem roku 1916 byl povolán k rakouské domobraně. V rakousko-uherské armádě bojoval na italské, ruské a francouzské frontě. Zde spolu s ostatními vojáky prožíval válečné útrapy, odtud také pramenil jeho pozdější protiválečný postoj. 
Po skončení první světové války vykonal v roce 1919 dodatečně maturitní zkoušku. V té době vystoupil z církve a stal se členem sociální demokracie. Ze strany vystoupil na počátku 20. let, později se stal členem národních socialistů a v roce 1948 členem KSČ.
Svou učitelskou dráhu zahájil ve Kvasicích. Zde učil v letech 1919–1924 a velmi aktivně se zapojil i do kulturní práce. Jeho horlivost však nebyla příjemná školským úřadům, a tak byl přeložen do Střížovic, potom do Lednice a nakonec do Hulína. Od roku 1928 se jeho působištěm stala Kroměříž. Nastoupil na Odbornou školu pro ženská povolání jako učitel dějepisu a češtiny, od roku 1937 byl až do změny na Vyšší sociálně zdravotní škole jejím ředitelem.
V této funkci pokračoval i nadále až do roku 1951. Poté působil na místní zdravotnické škole. Jindřich Spáčil se celý život považoval hlavně za učitele, toto povolání stavěl nad veškerou další činnost. Svůj život zasvětil i kulturně osvětové, vlastivědné a literární práci. Neúnavně přednášel, organizoval výstavy, zapojoval se do práce ochotníků i Sokola. „Dělal jsem svou práci povětšině rád, se zalíbením, a to byla škola, osvěta, literatura, budování muzea, či památková péče. V tom to asi je, mít svou práci rád a dělat ji jako své vrcholné životní poslání…“. (J. S. 1969) 1) Jindřich Spáčil (1899–1978) Jeho nejvýznamnějším počinem bylo založení vlastivědného muzea (dnešní Muzeum Kroměřížska). Historie, zvláště ta pravěká, jej fascinovala již v dobách studia. Byl přesvědčen, že je nutno starožitné předměty nejen sbírat, ale také vystavovat a seznamovat tímto způsobem veřejnost s dávnými dobami. V Kroměříži od konce 19. století došlo k několika pokusům vytvořit muzeum, všechny snahy však ztroskotaly.
Teprve počátkem 30. let 20. století se objevily příznivé podmínky a místní vlastivědní pracovníci této situace okamžitě využili. 5. 2. 1933 se konala ustavující schůze Kuratoria městského muzea v Kroměříži, jeho čele stanul kroměřížský starosta Josef Jedlička, členem byl i Jindřich Spáčil, který měl na starosti oddělení archeologie, obrazárnu a oddělení roku 1848. K slavnostnímu otevření prvních expozic na Riegrově náměstí došlo 4. 3. 1934. Spáčil s muzeem spolupracoval celý život, působil řadu let jako správce svěřených sbírek, ve svých statích seznamoval hlavně mladou generaci s činností muzea, přednášel, psal do Věstníku muzea v Kroměříži. Velmi pěkný vztah si Jindřich Spáčil vytvořil právě ke Kroměříži, kde se v roce 1928 usadil. Jeho historická a osvětová práce byla nejvíce oceněna tím, že mu byla svěřena organizace výstavy „Sto let českého národního života“.
Už v letech okupace vytvořil základní představu oslav a v roce 1946 stanul v čele Ústředního výstavního výboru. Cílem výstavy bylo ukázat historickou tradici a zároveň úsilí o obnovu československého státu. V souladu s dobovými představami (bylo krátce po únorové revoluci) měla být výstava také přehlídkou dosažených kulturních a hospodářských úspěchů. I Kroměříž z výstavy mnohé vytěžila. Dostala značné finanční dotace, aby se ukázala v celé své kráse; bylo vydlážděno náměstí, byla znovu vybudována zámecká věž, kterou na konci války poničily dělostřelecké zásahy, změn doznaly i mnohé domy, které měly sloužit výstavním účelům. Muzeum při této příležitosti instalovalo v budově staré radnice přírodovědecké sbírky a otevřelo expozici historie Kroměříže od pravěku do roku 1848. Na výstavě se prezentovalo deset oblastí, mezi nimi např. rok 1848, moravská města, kultura národa, školství, ale také průmysl, zemědělství a lidová samospráva.
Slavnostní zahájení se konalo 20. června 1948, posledním dnem výstavy byl 22. srpen 1948 a návštěvnost překonala veškeré očekávání (první odhady se pohybovaly kolem 250 000, další 500 000 návštěvníků); výstavu nakonec zhlédlo přes 600 000 lidí. „Spisovatelství bývalo takovým víkendem mého života, vyvrcholením chvilek jeho pohody, koníčkem, přinášejícím radost. Rozhodně ne záležitostí profesionální“. (J. S. 1969) 2) Nesmíme zapomenout na oblast, která v zájmech Jindřicha Spáčila bezesporu obsadila přední místo, na jeho literární tvorbu. Je autorem velkého množství próz s historickou i současnou tematikou, přispíval do celostátního i regionálního tisku, např. do periodik Lidové noviny, Národní osvobození, Moravské slovo, Pestrý týden, Ruch, Haná, Kroměřížská jiskra.
V letech 1931–1941 redigoval časopis Informace osvětových sborů na Kroměřížsku, v němž mapoval kulturní život města i okolí. Pro práci spisovatele byl asi nejdůležitější jeho vztah k historii. Ve svých dílech se vrací i do pravěku nebo na Velkou Moravu, ale nejvíce ho zaujalo národní obrození na Moravě v první polovině 19. stol. a potom revoluční roky 1848–1849, kdy v Kroměříži zasedal ústavodárný říšský sněm, který přispěl k urychlení národnostního uvědomování místních obyvatel. Národní obrození na Moravě zachytil ve volně spjaté trilogii Lásky a rebelie, A žije sněm! Tisíce růží. Další román Prstýnek s rubínovým kamenem se stal nejlepším historickým románem soutěži vypsané nakladatelstvím Albatros roce 1968. Láska k historii a obdiv k letům 1848–1849 se projevily i v jeho odborné historické práci.
Z mnoha titulů připomeňme: Kroměřížský sněm 1848–1849; Veškerá moc ve státě vychází z lidu. Kronika o kroměřížském sněmu 1848–1849; Kroměřížský slovanský sjezd 1848. Neméně energie věnoval i propagaci Kroměříže jako takové, o tom svědčí jeho popularizační práce, jako např. Navštivte Kroměříž; Kroměříž, hanácké Athény; Co dala Kroměříž národu; Kroměříž – 700 let hanáckého města.
Spáčilů vřelý vztah ke Kroměříži i k rodnému kraji se projevoval dalším množstvím aktivit. Jisté je, že velmi aktivně působil Okresní a městské památkové komisi, díky němu jsou v Kroměříži rozmístěny pamětní desky připomínající významné osobnosti, popř. historii jednotlivých památek. Velkou měrou se také podílel na přípravě oslav stého výročí narození Maxe Švabinského v roce 1973 a přispěl také ke zřízení jeho trvalého památníku v Muzeu Kroměřížska v roce 1976.
I ve svém důchodovém věku se plně věnoval kulturní práci, byl rádcem mladým, kteří mu chtěli naslouchat, dál pokračoval i v psaní. Jindřich Spáčil byl mimořádnou osobností kroměřížského regionu. V letech 1933–1948 byl členem Moravského kola spisovatelů.  Zemřel v Kroměříži, kde je také na místním hřbitově v čestném hrobě pohřben.

### Ocenění
Za svou celoživotní práci získal Jindřich Spáčil řadu ocenění. V roce 1969 mu byl udělen titul čestný občan města Kroměříž a Kvasic. Ve Fügnerově ulici v Kroměříži byla na domě, ve kterém žil v letech 1929 až do své smrti v roce 1978, umístěna pamětní deska. V Kvasicích na rodném domě v Horní ulici byla též umístěna pamětní deska. Spáčilovu osobnost připomíná také Spáčilova naučná stezka Chřiby.

## Dílo

### Příspěvky v tisku
Jindřich Spáčil přispíval do regionálního i celostátního tisku (Lidové noviny, České slovo, Niva, Pestrý týden a jiné).

### Knižní vydání
Literárním debutem mladého učitele se stala útlá knížečka Kvasice v dávnověku, která vyšla v roce 1919. Patřila do série knih o životě pravěkých lidí (Raván a Théra, Cesta bojovníků), ve kterých se zobrazil Spáčilův zájem o archeologii.
K nejúspěšnějším titulům Jindřicha Spáčila patřily: Městečko Kvasice (1921), Kudlovská dolina (1932), Kroměřížský sněm 1848–1849 (1933), Z časů dávných a nedávných (1937), Bludné kořeny (1946), Ať žije sněm! (1947), Tvrz nejpevnější (1956), Lásky a rebelie (1961), Kroměřížská kronika (1963), Tisíce růží (1966), Velociped, stroj rychlonohý (1971), Prstýnek s rubínovým kamenem (1971) a Náušnice z Madagaskaru (1977)

### Dostupné online
Městečko Kvasice (1921), Raván a Théra, Cesta bojovníků, Kudlovská dolina, Kroměřížský sněm, Kroměřížské vánoce 1848, Kroměříž hanácké Athény, Mlhy nad domovem, Světla večerní oblohy, Od Moravy k Dyji, Bludné kořeny, Ať žije sněm, Kroměřížský slovanský sjezd 1848, Tvrz nejpevnější, Pod cimburskou hradní věží, Lásky a rebelie, Náušnice z Madagaskaru.